# Saint-Symphorien-sous-Chomérac
Pour les articles homonymes, voir Saint-Symphorien.
Saint-Symphorien-sous-Chomérac est une commune française, située dans le département de l'Ardèche en région Auvergne-Rhône-Alpes.

## Géographie

### Situation et description
Saint-Symphorien-sous-Chomérac est une petite commune à l'aspect essentiellement rural de la communauté de communes Ardèche Rhône Coiron, située non loin de la vallée du Rhône, à l'est de Privas, préfecture de l'Ardèche.

### Climat
Pour des articles plus généraux, voir Climat d'Auvergne-Rhône-Alpes et Climat de l'Ardèche.
En 2010, le climat de la commune est de type climat méditerranéen franc, selon une étude du CNRS s'appuyant sur une série de données couvrant la période 1971-2000. En 2020, Météo-France publie une typologie des climats de la France métropolitaine dans laquelle la commune est exposée à un climat méditerranéen et est dans une zone de transition entre les régions climatiques « Moyenne vallée du Rhône » et « Provence, Languedoc-Roussillon ». 
Pour la période 1971-2000, la température annuelle moyenne est de 12,8 °C, avec une amplitude thermique annuelle de 18 °C. Le cumul annuel moyen de précipitations est de 963 mm, avec 6,8 jours de précipitations en janvier et 4,5 jours en juillet. Pour la période 1991-2020, la température moyenne annuelle observée sur la station météorologique de Météo-France la plus proche, « Chomérac Sa_rce », sur la commune de Chomérac à 4 km à vol d'oiseau, est de 13,2 °C et le cumul annuel moyen de précipitations est de 1 104,9 mm,. Pour l'avenir, les paramètres climatiques de la commune estimés pour 2050 selon différents scénarios d'émission de gaz à effet de serre sont consultables sur un site dédié publié par Météo-France en novembre 2022.

### Hydrographie
Le territoire communal est traversé par la Payre, un affluent du Rhône

### Lieux-dits, hameaux et écarts
Les Boutiers, les Archilets, les Bouyons, les Aliberts, les Chazettes, les Matthieux, Brune, les Côteaux

## Urbanisme

### Typologie
Au 1er janvier 2024, Saint-Symphorien-sous-Chomérac est catégorisée commune rurale à habitat dispersé, selon la nouvelle grille communale de densité à 7 niveaux définie par l'Insee en 2022.
Elle appartient à l'unité urbaine de Chomérac, une agglomération intra-départementale dont elle est une commune de la banlieue,. Par ailleurs la commune fait partie de l'aire d'attraction de Privas, dont elle est une commune de la couronne,. Cette aire, qui regroupe 24 communes, est catégorisée dans les aires de moins de 50 000 habitants,.

### Occupation des sols
L'occupation des sols de la commune, telle qu'elle ressort de la base de données européenne d’occupation biophysique des sols Corine Land Cover (CLC), est marquée par l'importance des forêts et milieux semi-naturels (70,8 % en 2018), une proportion identique à celle de 1990 (70,8 %). La répartition détaillée en 2018 est la suivante : 
milieux à végétation arbustive et/ou herbacée (45,3 %), forêts (25,6 %), zones agricoles hétérogènes (17,4 %), prairies (6,2 %), zones urbanisées (4,5 %), terres arables (1 %).
L'évolution de l’occupation des sols de la commune et de ses infrastructures peut être observée sur les différentes représentations cartographiques du territoire : la carte de Cassini (XVIIIe siècle), la carte d'état-major (1820-1866) et les cartes ou photos aériennes de l'IGN pour la période actuelle (1950 à aujourd'hui).

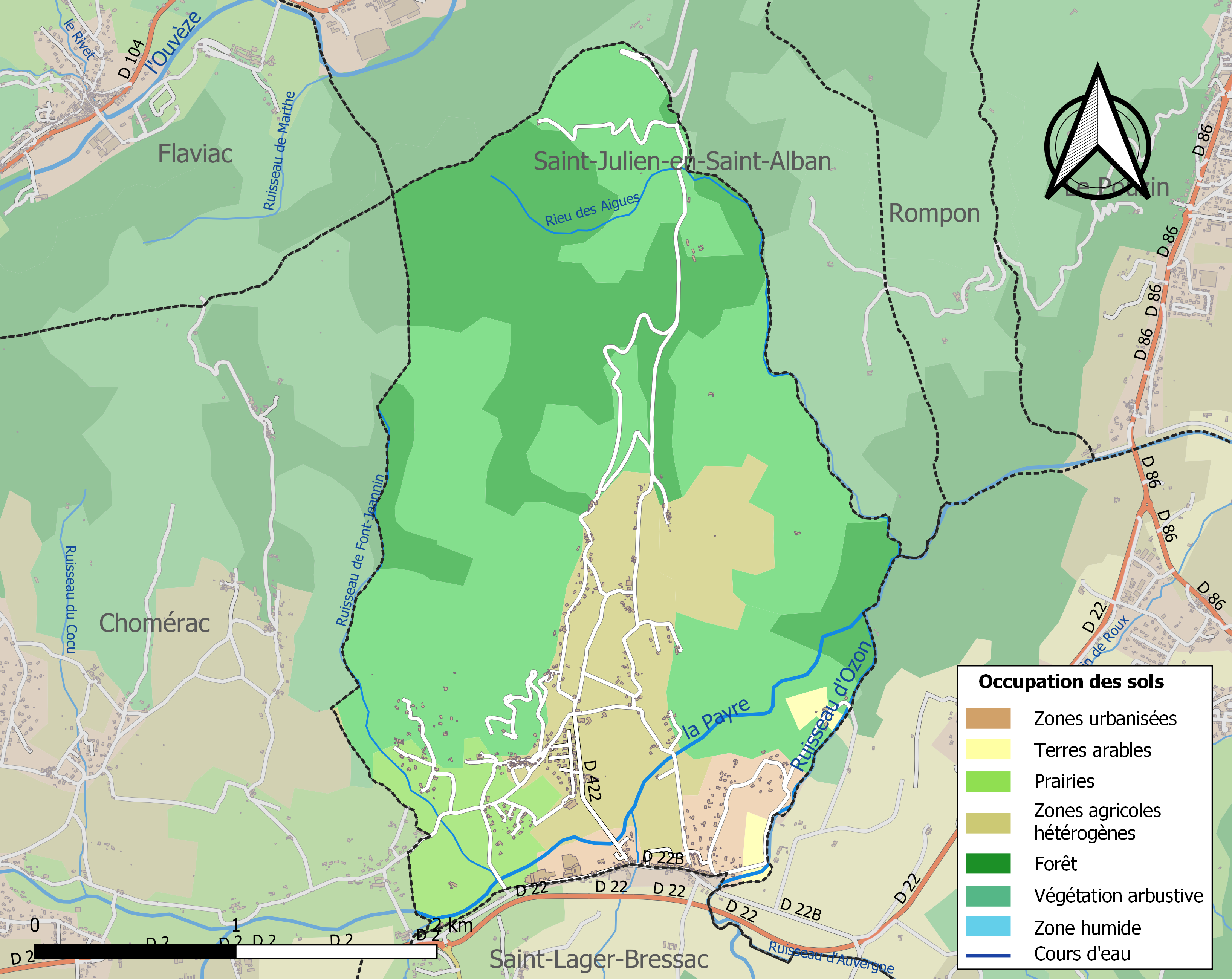
Carte des infrastructures et de l'occupation des sols de la commune en 2018 (CLC).

### Risques naturels et technologiques

#### Risques sismiques
L'ensemble du territoire de la commune de Saint-Symphorien-sous-Chomérac est situé en zone de sismicité no 3, dite « modérée » (sur une échelle de 1 à 5), comme la plupart des communes situées dans la vallée du Rhône, mais non loin de la limite orientale de la zone no 2, dite « faible » qui correspond au plateau ardéchois.
| Type de zone | Niveau            | Définitions (bâtiment à risque normal) |
| ------------ | ----------------- | -------------------------------------- |
| Zone 3       | Sismicité modérée | accélération = 1,1 m/s2                |

## Histoire
Le lieu de SENEC, du nom d’une famille importante, devint ainsi la paroisse de Saint-Symphorien-de-Sénec. En 1112, elle fait partie de huit paroisses offertes par l’évêque de Viviers au prieuré de Saint-Pierre-de-Rompon (950), dépendance de l’abbaye bénédictine de Cluny.
Sous l’organisation féodale, la paroisse est dite de Saint-Symphorien en Saint-Alban, avant de devenir, vers la fin de l’Ancien Régime, Saint-Symphorien-d’Ozon, au sein du mandement de ce nom.
À partir du XXe siècle (le 23 janvier 1956), pour éviter une confusion postale (les codes postaux n’existent pas !), avec Saint-Symphorien-d’Ozon (Rhône), la commune prend le nom de Saint-Symphorien-sous-Chomérac .

## Politique et administration

### Liste des maires
| Période                                  | Période                     | Identité            | Étiquette | Qualité                                         |
| ---------------------------------------- | --------------------------- | ------------------- | --------- | ----------------------------------------------- |
| Les données manquantes sont à compléter. |                             |                     |           |                                                 |
| mars 2001                                | mars 2014                   | M. Dominique Vignal |           |                                                 |
| mars 2014                                | En cours (au 24 avril 2014) | Mme Dominique Palix | PS        | Employée Conseillère départementale (2015-2021) |

## Population et société

### Démographie
L'évolution du nombre d'habitants est connue à travers les recensements de la population effectués dans la commune depuis 1793. Pour les communes de moins de 10 000 habitants, une enquête de recensement portant sur toute la population est réalisée tous les cinq ans, les populations de référence des années intermédiaires étant quant à elles estimées par interpolation ou extrapolation. Pour la commune, le premier recensement exhaustif entrant dans le cadre du nouveau dispositif a été réalisé en 2007.

En 2022, la commune comptait 855 habitants, en évolution de +12,65 % par rapport à 2016 (Ardèche : +2,48 %, France hors Mayotte : +2,11 %).
| 1793 | 1800 | 1806 | 1821 | 1831 | 1836 | 1841 | 1846 | 1851 |
| ---- | ---- | ---- | ---- | ---- | ---- | ---- | ---- | ---- |
| 439  | 422  | 437  | 495  | 546  | 544  | 562  | 860  | 649  |

| 1856 | 1861 | 1866 | 1872 | 1876 | 1881 | 1886 | 1891 | 1896 |
| ---- | ---- | ---- | ---- | ---- | ---- | ---- | ---- | ---- |
| 635  | 660  | 590  | 555  | 573  | 533  | 507  | 466  | 466  |

| 1901 | 1906 | 1911 | 1921 | 1926 | 1931 | 1936 | 1946 | 1954 |
| ---- | ---- | ---- | ---- | ---- | ---- | ---- | ---- | ---- |
| 409  | 392  | 378  | 327  | 300  | 284  | 278  | 265  | 217  |

| 1962 | 1968 | 1975 | 1982 | 1990 | 1999 | 2006 | 2007 | 2012 |
| ---- | ---- | ---- | ---- | ---- | ---- | ---- | ---- | ---- |
| 227  | 246  | 247  | 381  | 519  | 684  | 712  | 716  | 730  |

| 2017 | 2022 | - | - | - | - | - | - | - |
| ---- | ---- | - | - | - | - | - | - | - |
| 757  | 855  | - | - | - | - | - | - | - |

### Médias
La commune est située dans la zone de distribution de deux organes de la presse écrite :
- L'Hebdo de l'Ardèche

Il s'agit d'un journal hebdomadaire français basé à Valence et couvrant l'actualité de tout le département de l'Ardèche.
- Le Dauphiné libéré

Il s'agit d'un journal quotidien de la presse écrite française régionale distribué dans la plupart des départements de l'ancienne région Rhône-Alpes, notamment l'Ardèche. La commune est située dans la zone d'édition de Privas-Vallée du Rhône.

### Cultes
{La communauté catholique et l'église paroissiale (propriété de la commune) sont rattachées à la paroisse Sainte Mère Térésa dont  la maison paroissiale est à Privas. Cette paroisse dépend du diocèse de Viviers.

## Culture locale et patrimoine

### Lieux et monuments
- Église Saint-Symphorien de Saint-Symphorien-sous-Chomérac.
- Temple protestant de Brune.

### Héraldique
|  | Saint-Symphorien-sous-Chomérac possède des armoiries dont l'origine et le blasonnement exact ne sont pas disponibles. |